# Zuid-Centraal-China
Zuid-Centraal-China of Zhongnan is een gebied in China, dat bestaat uit de vijf provincies Guangdong, Hainan, Henan, Hubei en Hunan, de twee Speciale Bestuurlijke Regio's Hongkong en Macau en de autonome regio Guangxi.

## Bestuurlijke indeling van Zuid-Centraal-China
Provincie(s)
| Naam      | Traditioneel Chinees | Vereenvoudigd Chinees | Pinyin    | Afkorting Provincie | Provinciehoofdstad (省會/shěnghuì) | Traditioneel Chinees | Vereenvoudigd Chinees | Pinyin    |
| --------- | -------------------- | --------------------- | --------- | ------------------- | ---------------------------------- | -------------------- | --------------------- | --------- |
| Guangdong | 廣東                 | 广东                  | Guǎngdōng | 粤 yuè              | Guangzhou                          | 廣州                 | 广州                  | Guǎngzhōu |
| Hainan    | 海南                 | 海南                  | Hǎinán    | 琼 qióng            | Haikou                             | 海口                 | 海口                  | Hǎikǒu    |
| Henan     | 河南                 | 河南                  | Hénán     | 豫 yù               | Zhengzhou                          | 鄭州                 | 郑州                  | Zhèngzhōu |
| Hubei     | 湖北                 | 湖北                  | Húběi     | 鄂 è                | Wuhan                              | 武漢                 | 武汉                  | Wǔhàn     |
| Hunan     | 湖南                 | 湖南                  | Húnán     | 湘 xiāng            | Changsha                           | 長沙                 | 长沙                  | Chángshā  |

Speciale Bestuurlijke Regio('s)
| Naam     | Traditioneel Chinees | Vereenvoudigd Chinees | Pinyin    | Jyutping     | Afkorting Speciale Bestuurlijke Regio |
| -------- | -------------------- | --------------------- | --------- | ------------ | ------------------------------------- |
| Hongkong | 香港                 | 香港                  | Xiānggǎng | hoeng1 gong2 | 港 Gǎng                               |
| Macau    | 澳門                 | 澳门                  | Aòmén     | ou3 mun4     | 澳 Ào                                 |

Autonome regio('s)
| Naam    | Traditioneel Chinees | Vereenvoudigd Chinees | Pinyin  | Lokale Naam | Afkorting Provincie | Provinciehoofdstad (省會/shěnghuì) | Traditioneel Chinees | Vereenvoudigd Chinees | Pinyin  | Lokale Naam |
| ------- | -------------------- | --------------------- | ------- | ----------- | ------------------- | ---------------------------------- | -------------------- | --------------------- | ------- | ----------- |
| Guangxi | 廣西                 | 广西                  | Guǎngxī | Gvangjish   | 渝 yú               | Nanning                            | 南寧                 | 南宁                  | Nánníng | Nanzningz   |

Noordoost-China (Dongbei) · Noord-China (Huabei) · Oost-China (Huadong) · Zuid-Centraal-China (Zhongnan) · Noordwest-China (Xibei) · Zuidwest-China (Xinan)